# Ichthyothere
Ichthyothere är ett släkte av korgblommiga växter. Ichthyothere ingår i familjen korgblommiga växter.
Kladogram enligt Catalogue of Life:
| Ichthyothere | \| \| Ichthyothere agrestis \| \| \| \| \| \| Ichthyothere connata \| \| \| \| \| \| Ichthyothere cordata \| \| \| \| \| \| Ichthyothere davidsei \| \| \| \| \| \| Ichthyothere elliptica \| \| \| \| \| \| Ichthyothere garcia-barrigae \| \| \| \| \| \| Ichthyothere grandifolia \| \| \| \| \| \| Ichthyothere granvillei \| \| \| \| \| \| Ichthyothere hirsuta \| \| \| \| \| \| Ichthyothere integrifolia \| \| \| \| \| \| Ichthyothere latifolia \| \| \| \| \| \| Ichthyothere linearis \| \| \| \| \| \| Ichthyothere macdanielii \| \| \| \| \| \| Ichthyothere matogrossensis \| \| \| \| \| \| Ichthyothere mollis \| \| \| \| \| \| Ichthyothere palustris \| \| \| \| \| \| Ichthyothere perfoliata \| \| \| \| \| \| Ichthyothere peruviana \| \| \| \| \| \| Ichthyothere petiolata \| \| \| \| \| \| Ichthyothere rufa \| \| \| \| \| \| Ichthyothere scandens \| \| \| \| \| \| Ichthyothere suffruticosa \| \| \| \| \| \| Ichthyothere terminalis \| \| \| \| \| \| Ichthyothere ternifolia \| \| \| \| |
|              | \| \| Ichthyothere agrestis \| \| \| \| \| \| Ichthyothere connata \| \| \| \| \| \| Ichthyothere cordata \| \| \| \| \| \| Ichthyothere davidsei \| \| \| \| \| \| Ichthyothere elliptica \| \| \| \| \| \| Ichthyothere garcia-barrigae \| \| \| \| \| \| Ichthyothere grandifolia \| \| \| \| \| \| Ichthyothere granvillei \| \| \| \| \| \| Ichthyothere hirsuta \| \| \| \| \| \| Ichthyothere integrifolia \| \| \| \| \| \| Ichthyothere latifolia \| \| \| \| \| \| Ichthyothere linearis \| \| \| \| \| \| Ichthyothere macdanielii \| \| \| \| \| \| Ichthyothere matogrossensis \| \| \| \| \| \| Ichthyothere mollis \| \| \| \| \| \| Ichthyothere palustris \| \| \| \| \| \| Ichthyothere perfoliata \| \| \| \| \| \| Ichthyothere peruviana \| \| \| \| \| \| Ichthyothere petiolata \| \| \| \| \| \| Ichthyothere rufa \| \| \| \| \| \| Ichthyothere scandens \| \| \| \| \| \| Ichthyothere suffruticosa \| \| \| \| \| \| Ichthyothere terminalis \| \| \| \| \| \| Ichthyothere ternifolia \| \| \| \| |
|              | Ichthyothere agrestis |
|              | |
|              | Ichthyothere connata |
|              | |
|              | Ichthyothere cordata |
|              | |
|              | Ichthyothere davidsei |
|              | |
|              | Ichthyothere elliptica |
|              | |
|              | Ichthyothere garcia-barrigae |
|              | |
|              | Ichthyothere grandifolia |
|              | |
|              | Ichthyothere granvillei |
|              | |
|              | Ichthyothere hirsuta |
|              | |
|              | Ichthyothere integrifolia |
|              | |
|              | Ichthyothere latifolia |
|              | |
|              | Ichthyothere linearis |
|              | |
|              | Ichthyothere macdanielii |
|              | |
|              | Ichthyothere matogrossensis |
|              | |
|              | Ichthyothere mollis |
|              | |
|              | Ichthyothere palustris |
|              | |
|              | Ichthyothere perfoliata |
|              | |
|              | Ichthyothere peruviana |
|              | |
|              | Ichthyothere petiolata |
|              | |
|              | Ichthyothere rufa |
|              | |
|              | Ichthyothere scandens |
|              | |
|              | Ichthyothere suffruticosa |
|              | |
|              | Ichthyothere terminalis |
|              | |
|              | Ichthyothere ternifolia |
|              | |